# 2021年2月中國大陸

## 2月1日
- 安徽省第十三届人民代表大会第四次会议举行第三次全体会议，投票决定王清宪当选安徽省人民政府省长。[1]
- 国务院总理李克强向蒙古国新任总理罗布桑那木斯来·奥云额尔登致贺电[2]。
- 国家文物局考古研究中心与中国科学院青藏高原研究所、中国科学院古脊椎动物与古人类研究所、北京大学考古文博学院签署战略合作协议[3]。
- 武汉市第十四届人民代表大会第六次会议补选程用文为武汉市人民政府市长[4]。
- 番海大桥通车，该项目于2019年4月开工，计划于2021年6月全部竣工。大桥全长1.293km，通车后佛山南海与广州番禺实现快速通达[5]。
- 由湖北交投集团投资建设的武汉城市圈环线高速公路大随至汉十段，2月1日零时正式通车运营。至此，全长560公里，历时13年建设的武汉城市圈环线高速公路全线通车[6]。

## 2月2日
- 国务院总理李克强在人民大会堂会见在华工作的外国专家代表并同他们座谈交流[7]。
- 国家反恐怖工作领导小组会议暨全国反恐怖工作电视电话会议在北京召开，中共中央政法委员会副书记、国务委员、国家反恐怖工作领导小组组长赵克志出席并讲话[8]。
- 四川省第十三届人民代表大会第四次会议选举黄强为四川省人民政府省长[9]。
- 黑龙江省第十三届人大常委会第二十三次会议2月2日决定，任命胡昌升为黑龙江省人民政府副省长、代理省长[10]。
- 全国妇联十二届三次执委会议在京召开[11]。
- 国家脱贫攻坚普查领导小组第二次全体会议在京召开。中共中央政治局委员、国务院副总理、领导小组组长胡春华主持会议并讲话[12]。
- 字节跳动旗下的抖音宣布，向北京知识产权法院正式提交诉状，起诉腾讯涉嫌垄断[13]。
- 广西壮族自治区纪委监委通报，广西中医药大学原党委副书记、校长唐农严重违纪违法被开除党籍和公职[14]。
- 中国舞蹈家协会第十一次全国代表大会在京闭幕。大会选举冯双白为中国舞蹈家协会第十一届主席[15]。
- 中国音乐家协会第九次全国代表大会完成各项议程，大会选举叶小钢为中国音乐家协会第九届主席[16]。
- 中央外事工作委员会办公室主任杨洁篪在北京同美国美中关系全国委员会举行视频对话[17]。

## 2月3日
- 国务院总理李克强主持召开国务院常务会议，听取区域全面经济伙伴关系协定生效实施国内相关工作汇报，要求以深化改革开放促进产业升级；部署完善企业特别是中小微企业退出相关政策，提升市场主体活跃度[18]。
- 国务委员兼外长王毅同老挝外长沙伦赛举行视频会晤[19]。
- 受昆明学生劫持案影响，中华人民共和国教育部公布关于做好2021年中小学幼儿园安全管理工作的通知，要求加强中小学幼儿园安全管理严防暴力恐怖事件[20]。
- 著名男歌手赵英俊因肝癌去世[21]。
- 黑龙江哈尔滨呼兰区一防疫志愿者被捅伤死亡[22]。
- 浙江多地遭遇严重旱情，部分河道干涸，有地区采取限时供水措施[23]。
- 北京科兴中维新冠疫苗附条件上市申请获国家药监局受理[24]。
- 连接沈阳市和抚顺市的沈抚有轨电车通车运营[25]。沈抚有轨电车西延线电车工程2019年10月25日开工，2021年1月11日完成竣工验收[26]。

## 2月4日
- 距离北京冬奥会还有一周年[27]，被京冬奥会开幕倒计时一周年活动当晚在国家游泳中心“冰立方”举行。北京2022年冬奥会、冬残奥会火炬外观设计发布[28][29]。
- 中国在境内进行了一次陆基中段反导拦截技术试验，试验达到了预期目的。国防部称这一试验是防御性的，不针对任何国家[30]。
- 中国安徽省与美国马里兰州政府举办结好40周年线上纪念活动启动仪式。这是今年中美省州举办的首场结好纪念活动[31]。

## 2月5日
- 经国际和平城市协会批准，潍坊市入选新一期的国际和平城市名单，成为继南京市之后中国第二个“国际和平城市”[32][33]。
- 教育部发布《2021年第1号留学预警》，提醒广大留学人员，充分做好安全风险评估，谨慎选择赴澳大利亚或返澳学习[34]。
- 国家药监局附条件批准北京科兴中维生物技术有限公司的COVID-19灭活疫苗注册申请[35]。

## 2月6日
- 2月6日12时，云南大理州大理市上关镇青索村林区发生森林火灾。当天15时30分，大理州森林消防支队108名指战员前往扑救[36]。
- 市场监管总局表示，将开展坚决清理整治知名医院被冒牌问题行动，全面清理含有知名医院字号的市场主体。要求营利性医疗机构不得擅自使用“协和”等知名医院字号[37]。
- 中国自主研发建造的全球首座10万吨级深水半潜式生产储油平台——“深海一号能源站”顺利抵达海南岛东南陵水海域，落位“深海一号”大气田（陵水17—2）[38][39][40]。
- 中共中央政治局委员、中央外事工作委员会办公室主任杨洁篪应约同美国国务卿布林肯通电话[41]。

## 2月7日
- 教育部印发《普通高等学校本科教育教学审核评估实施方案（2021—2025年）》（以下简称《方案》），对“十四五”新发展阶段普通高等学校本科教育教学审核评估工作作出整体部署和制度安排[42]。
- 中共中央政治局常委、国务院总理李克强在中共山西省委书记楼阳生、省长林武陪同下在运城考察，并走访了盐湖区东郭镇年货市场、夏县庙前镇吴村[43]。
- 北京市于7日零时启动“数字王府井 冰雪购物节”数字人民币红包预约活动，面向在京个人发放1000万元数字人民币红包，拉动内需，鼓励“就地过年”[44]。
- 地处三峡库区腹地的湖北省秭归县童庄河大桥正式通车。该桥总投资2.8亿元，2017年3月正式开工，属于大跨进混凝土主梁施工，是三峡库区移民后续规划交通设施建设与完善专题规划项目[45]。
- 17时40分许，广东省湛江市徐闻县公安局民警徐同兴（男，40岁）持枪击伤该局民警吴宗波（男，46岁）后企图自杀[46]。

## 2月8日
- 8日凌晨2时10分许，在江西省赣州市安远县车头镇发生一起半挂车与轿车相撞事故，致6人死亡[47]。
- 中共中央总书记、国家主席习近平同越共中央总书记、国家主席阮富仲通电话[48]。
- 中国国务委员兼外交部长王毅同欧盟外交与安全政策高级代表何塞·博雷利·丰特列斯举行视频会议[49]。
- 中国人民解放军援助巴基斯坦军队COVID-19疫苗交接仪式在2月8日上午巴首都伊斯兰堡附近的努尔汗空军基地举行。中国驻巴基斯坦大使馆国防武官陈文荣和巴陆军军医长兼三军卫勤局局长妮加尔·乔哈尔出席。巴基斯坦军队也成为第一个接受中国军队疫苗援助的外国军队[50]。
- 黑龙江省农业农村厅发布消息，为了备春耕，黑龙江省多部门联合开展打击非法生产经营种子专项行动，打击套牌侵权、制假售假、以粮代种、非法转基因种子等违法犯罪行为。此前2020年黑龙江省保持丰收，并连续十年粮食产量位列中国第一[51]。
- 中国首款量子计算机操作系统“本源司南”正式发布，由合肥本源量子计算科技有限责任公司自主研发[52]。
- 历时两年七个月建设的洛溪大桥新桥全线通车，与旧桥实施交通转换。项目建成后，将打通洛溪大桥南北通道上的交通瓶颈[53]。
- 第十一届全球海外华文书店中国图书联展启动仪式暨云交流座谈会在北京举行[54]。
- 中共中央书记处书记、中央统战部部长尤权在北京会见了班禅额尔德尼·确吉杰布。尤权向班禅和藏传佛教界人士祝贺春节和藏历新年；班禅向尤权敬献了哈达，表示坚决同中共中央保持高度一致，精进学修，服务信众，始终坚持藏传佛教中国化方向，努力为西藏的民族团结、宗教和顺、人民幸福贡献力量[55]。
- 针对美国总统拜登称美国并不想同中国发生冲突，外交部发言人汪文斌在例行记者会上表示，中方致力于同美方发展不冲突不对抗、相互尊重、合作共赢的关系，同时将继续坚定维护国家主权安全发展利益[56]。
- 位于辽宁省本溪市高新技术产业开发区的辽宁康缘华威药业有限公司发生爆炸事故，事故已造成2人死亡，还有19名该企业员工正在医院就医[57]。
- 晚间约7时，社交平台Clubhouse被中国大陆的防火长城封锁。[58][59]
- 华为起诉美国联邦通信委员会，要求对FCC在2020年做出的一项“阻止美国电信运营商购买华为生产的通讯设备”的裁决进行复审。[60]
- 文化和旅游部、国家发展改革委、国家体育总局共同发布关于印发《冰雪旅游发展行动计划（2021—2023年）》的通知[61]。
- 徐州至连云港高速铁路（徐连高铁）开通运营，徐州至连云港一小时直达。至此，中国“八纵八横”高速铁路网最长横向通道——连云港至乌鲁木齐的高速铁路全线贯通[62]。

## 2月9日
- 中国—世卫组织新冠溯源研究联合专家组在武汉举行新闻发布会，通报共同开展新冠病毒全球溯源中国部分的工作情况[63][64]。
- 惠高速揭阳市区连接线（揭阳大道）正式通车，工程项目路线全长8.79公里，由中交路桥建设有限公司负责建设第1标段工程[65]。
- 中铁四局承建施工的滁州-马鞍山高速公路全椒东互通立交工程完工并移交，标志着安徽滁州全椒县连接南京和马鞍山的重要交通要道正式投入使用[66]。
- 湖北宜都长江大桥正式通车，该桥是一座主桥主跨1000米双塔钢桁梁悬索桥，桥面全长2761米，主桥、引桥、接线全长15.7公里，总投资33.85亿元，于2016年8月正式开工[67]。

## 2月10日
- 天问一号探测器实施火星捕获制动，成功进入火星轨道[68]。
- 中央广播电视总台《2021年春节联欢晚会》节目单公布。[69]
- 国家统计局公布的数据显示，2021年1月份中国居民消费价格指数同比下降0.3%，环比上涨1%。[70]
- 根据中印双方第九轮军长级会谈达成的共识，中印两军位班公湖南、北岸一线部队开始同步组织脱离接触。[71]
- 国务院办公厅发布关于贯彻实施《政府督查工作条例》进一步加强和规范政府督查工作的通知[72]。
- 国务委员兼外长王毅同阿尔及利亚外长布卡杜姆通电话[73]。
- 国务委员兼外长王毅同埃塞俄比亚副总理兼外长德梅克通电话，德梅克祝贺中国人民春节快乐，表示埃塞同中国传统友好，两国在经贸、基础设施建设、金融等领域合作密切[74]。
- 中国驻埃塞俄比亚大使馆代表中国政府向联合国世界粮食计划署埃塞俄比亚办事处捐赠200万美元，用于购买粮食帮助受武装冲突、干旱等影响的埃塞俄比亚索马里州民众缓解所面临的生活困难。这笔赠款将被用于购买4000吨玉米，可为当地约26.8万名难民提供足够口粮。中国驻埃塞俄比亚大使赵志远、世界粮食计划署埃塞俄比亚办事处副主任保罗·特恩布尔等出席捐赠仪式[75]。
- 中国国家主席习近平同尼日利亚总统布哈里互致贺电，庆祝两国建交50周年[76]。

## 2月11日
- 北京时间上午，国家主席习近平与美国总统拜登通话，两国元首就中国牛年春节相互拜年，并就双边关系和重大国际及地区问题深入交换意见[77]。
- 国务院办公厅印发的《关于加快中医药特色发展的若干政策措施》提出，中国将用5至10年培育10万名左右中医药骨干人才[78]。
- 国家广电总局通报，BBC世界新闻台涉华报道有关内容违反有关规定，被禁止继续在中国落地[79]。
- 中国中央电视台《2021年中央广播电视总台春节联欢晚会》播出[80]。

## 2月12日
- 中国驻欧盟使团发言人就欧盟涉英国广播公司被禁止继续在中国境内落地声明答记者问，并称世界新闻台涉华报道有关内容严重违反《广播电视管理条例》《境外卫星电视频道落地管理办法》有关规定，违反新闻应当真实、公正的要求，损害中国国家利益，破坏中国民族团结，不符合境外频道在中国境内落地条件[81]。

## 2月13日
- 13日至14日，应中华人民共和国外交部和北京冬奥组委邀请，俄罗斯、法国、德国、意大利、挪威、瑞士、荷兰、奥地利、日本、韩国、印尼、马来西亚等30余国驻华使节或高级外交官赴张家口，考察体验北京2022年冬奥会张家口赛区[82]。
- 国务院总理李克强致电马里奥·德拉吉，祝贺他就任意大利共和国总理[83]。

## 2月14日
- 国务院安全生产委员会、应急管理部表示，冷光烟花纳入烟花爆竹管理[84]。
- 河北省省长许勤主持召开石家庄市疫情防控指挥部会议，落实国务院联防联控机制要求，就春节期间疫情防控工作进行再调度再部署[85]。
- 青海师范大学教授、高科院“高原环境变化与人类活动研究”团队成员侯光良和北京师范大学副教授陈宥成联合完成的研究成果《晚更新世青藏高原人类活动的新视角：通天河流域石核-石片工业》发表，该研究成果显示，青藏高原东南部腹地首次发现典型石核-石片工业[86]。
- 中国与塞尔维亚签署“经认证的经营者（英语：Authorized economic operator）”（AEO）制度互认协定，中塞双边贸易安全与便利化水平继续提升[87]。
- 傍晚5時40分，雲南臨滄市滄源佤族自治縣勐角民族鄉翁丁村老寨發生火災，火勢持續蔓延，全村105栋竹木草房仅剩三、四栋完好[88]。
- 乌克兰驻华大使谢尔盖·卡梅舍夫因心脏病发作在河北省张家口市去世，终年64岁。[89]

## 2月15日
- 塞尔维亚总统亞歷山大·武契奇向中国赴塞尔维亚抗疫专家组和中国华大集团专家授勋，以感谢他们在塞尔维亚抗疫工作中的贡献[90]。
- 中方援助的第一批新冠疫苗运抵津巴布韦，之后已陆续分发至津巴布韦全部10个省份。2月18日，津巴布韦副总统兼卫生部长奇温加率先接种中国疫苗。此后中方于2月24日宣布决定，将向津巴布韦援助第二批新冠疫苗[91]。

## 2月16日
- 中国空间站建造阶段载人飞行任务的首批航天员乘组已进入强化冲刺训练阶段；经过一年的艰苦训练，已基本完成预定科目训练，正在着重开展出舱活动等训练[92]。
- 中国国务委员兼外长王毅同韩国新任外长郑义溶通电话[93]。
- 国务院安全生产委员会办公室组织召开专题会议，部署查处打击涉及冷光烟花和“钢丝棉烟花”生产运输销售等违法违规行为，并印发通知，提出要求[94]。
- 下午，河北省邯郸市广平县一处游乐场的高空飞翔设施发生故障，35名游客被困高空，后经救援全部安全转移[95]。
- 黑龙江省北安市石泉镇永跃村发生一起重大刑事案件。嫌犯魏晓军在村内持枪杀人，致7人死亡，后持枪逃跑，后经搜索于2月17日在案发现场附近发现魏晓军尸体及作案枪支[96]。

## 2月17日
- 贵州茅台酒股份有限公司发布消息，茅台集团总工程师、首席质量官王莉入围中国工程院增选院士名单[97]。次日中国工程院回应此事件表示，她还不是有效候选人[98]。
- 18时许，浙江省东阳市巍山镇一影厅有数人在观影时出现头晕、呕吐等身体不适情况，初步判断为一氧化碳浓度超标引起[99]。

## 2月18日
- 中华人民共和国民政部公布2021年第一批共计10家涉嫌非法社会组织名单，提醒社会公众谨防上当受骗。这10家涉嫌非法社会组织包括：中国美学研究会、中国区块链委员会、中非文化友谊协会、中国爱国文艺家协会、中国志愿者协会、中国文化建设委员会、国际华人艺术协会、中国党史研究会、中华余氏宗亲联合会、中国复合型人才培养协会[100][101][102]。
- 国家电影局1中午发布的数据显示，2021年2月11日除夕至17日正月初六，全国电影票房达78.22亿元，继2019年59.05亿元后，再次刷新春节档全国电影票房纪录，增长32.47%，同时创造了全球单一市场单日票房、全球单一市场周末票房等多项世界纪录[103]。
- 江西省王小建校内杀人一案由最高法院核准死刑，并于当日执行死刑。[104]

## 2月19日
- 中共中央批准，张敬华任中共江苏省委副书记，不再担任南京市委书记职务[105]。
- 广东湛江一男子因车辆剐蹭被多人围殴、遭车辆碾压后身亡，当地警方介入调查[106]。
- 中国政府援尼日尔赛义尼·孔切将军大桥竣工通车，尼日尔总统穆罕默杜·伊素福、中国驻尼日尔大使张立军等出席在首都尼亚美举行的通车仪式[107]。
- 国务委员、公安部部长赵克志在河内会见越南国防部部长吴春历，共同签署了双方关于建立边境管理和口岸边防检查三级执法合作机制的协议。中国驻越南大使熊波，国务院副秘书长孟扬，公安部副部长、国家移民管理局局长许甘露，外交部大使谢杭生参加会见[108]。
- 中国“开普敦”号货船在直布罗陀水域发生爆炸，造成4名船员受伤。该货船满载煤炭从美国巴尔的摩港出发，目的地是埃及塞得港[109]。
- 中印双方按照第九轮会谈达成的协议完成了脱离接触，并完成了班公湖北岸和南岸的地面恢复。同天，中国首次还原中印边境冲突现场，并公布了4名烈士名单（陈红军、陈祥榕、肖思远、王焯冉）[110]。

## 2月20日
- 首批20万剂中国科兴新冠疫苗成品运抵墨西哥。墨西哥总统洛佩斯·奥夫拉多尔致电祝青桥大使，对习近平和中国政府大力支持墨抗疫工作、紧急驰援疫苗成品表示衷心感谢[111]。墨西哥政府在机场举行迎接仪式，祝青桥大使、墨西哥外长埃布拉德、多边和人权事务副外长德尔加多，墨国家公务员社保局局长拉米雷斯，使馆经商公使衔参赞邹传明等出席[112]
- 卡塔尔埃米尔塔米姆·本·哈邁德·阿勒薩尼在多哈会见中共中央政治局委员、中央外事工作委员会办公室主任杨洁篪[113]。
- 纪念华国锋同志诞辰100周年座谈会在北京人民大会堂举行。中共中央政治局常委、中央书记处书记王沪宁出席并讲话，中共中央政治局常委、国务院副总理韩正出席[114]。
- 山西省第十三届人民代表大会常务委员会第二十四次会议决定，任命韦韬为山西省人民政府副省长[115]。
- 中印两军在莫尔多/楚舒勒会晤点中方一侧举行第十轮军长级会谈[110]。
- 22时起，吉林省通化市将东昌区5个中风险小区调整为低风险地区，东昌区全域同步调整为低风险地区。至此，吉林省中、高风险地区全部“清零”[116][117]。

## 2月21日
- 中共中央和国务院发布2021年度中央一号文件《中共中央、国务院关于全面推进乡村振兴加快农业农村现代化的意见》，继续聚焦于三农问题[118][119]。
- 中央纪委国家监委网站发布公告，贵州省政协原主席王富玉接受纪律审查和监察调查[120]。
- 广东省应急管理厅发布公告，2021年第1号台风“杜鹃”生成后，广东省三防办、省应急管理厅已组织相关单位对该台风发展动态进行会商研判，要求各有关地区和部门加强监测预报预警，强化海上船只防风管理[121]。

## 2月22日
- 2月22日-23日，为期两天的第五届联合国环境大会召开。中国生态环境部部长黄润秋在发言中表示，人与自然是生命的共同体，气候变化、生物多样性丧失、环境污染三重危机叠加，“加强保护自然行动，实现可持续发展目标”刻不容缓[122]。
- 国务委员兼外长王毅在北京以视频方式出席联合国人权理事会第46届会议高级别会议，并发表题为《坚持以人民为中心 推进全球人权进步》的致辞[123]。

## 2月23日
- 国新办发布会上，中华人民共和国民政部宣布，当前中国绝对贫困问题得到了历史性解决，但低收入困难群众仍将长期存在[124]。民政部同时重申其对非法社会组织“零容忍”的态度，并表示打击非法社会组织工作已由集中整治转为常态化治理[125]。
- 全国政协提案委员会媒体见面会在北京举行。全国政协提案委员会主任李智勇在会上介绍了全国政协主席汪洋率队调研督办重点提案的情况。他说，全国政协主要领导人率队以调研形式督办重点提案，这是全国政协历史上的首次；将实地调研与现场协商相结合，也是全国政协历史上的首次[126]。
- 科威特埃米尔纳瓦夫在科威特城会见中共中央政治局委员、中央外事工作委员会办公室主任杨洁篪[127]。
- 中华人民共和国外交部在新闻发布会上，就记者咨询加拿大攻击中国新疆事务。汪文斌称新疆事务纯属中国内政，加拿大没有任何资格和权利横加干涉[128]。就记者咨询中国疫苗援助事项，汪文斌称，“中方是最早承诺将疫苗作为全球公共产品的国家，我们克服自身困难，正在向53个有需求的国家提供疫苗的无偿援助。根据目前掌握的情况，中方向巴基斯坦、柬埔寨、老挝、赤道几内亚、津巴布韦、蒙古、白俄罗斯等国援助的疫苗已经运抵。中国也在向27个愿意购买中国疫苗的国家出口疫苗。根据目前掌握的消息，出口塞尔维亚、匈牙利、秘鲁、智利、墨西哥、哥伦比亚、摩洛哥、塞内加尔、阿联酋、土耳其等国的疫苗已经运抵。”[129]
- 中国援助埃及新冠疫苗从北京运抵开罗国际机场，埃及卫生与人口部副部长韦尔·萨伊等政府官员，以及中国驻埃及大使廖力强等使馆人员前往机场迎接[130]。

## 2月24日
- 中国人民政治协商会议西藏自治区委员会召开干部大会，宣布自治区党委关于区政协党组主要领导调整的决定，庄严兼任西藏自治区政协党组书记[131]。
- 中国铁建下属中国土木工程集团有限公司承建的坦桑尼亚基加兹立交桥项目正式竣工通车，通车仪式在坦最大城市达累斯萨拉姆举行。坦桑尼亚总统马古富力在通车仪式上对中坦建设者及时、圆满地完成项目建设表示感谢。该项目于2017年5月开工建设，由一座三层立交桥和配套分流道路构成，其中主跨线桥长710米，最高处达17.5米[132]。

## 2月25日
- 全国脱贫攻坚总结表彰大会在北京举行，国务院总理李克强主持大会，全国政协主席汪洋宣读《中共中央、国务院关于表彰全国脱贫攻坚先进个人和先进集体的决定》，中共中央总书记习近平向全国脱贫攻坚楷模荣誉称号获得者颁奖并发表讲话。[133][134]
- 国家药品监督管理局宣布，附条件批准国药集团中国生物武汉生物制品研究所有限责任公司的COVID-19疫苗（Vero细胞）、康希诺生物股份公司重组新冠疫苗（5型腺病毒载体/Ad5-nCoV）的上市注册申请[135]。其中后者为陈薇团队研发的新冠疫苗，是目前中国批准上市的新冠疫苗中，唯一可采用单针接种程序的疫苗[136]。
- 邵阳市中级人民法院对郭某因纠纷将邻居三人扔下楼致二死一伤案件进行一审判决，以故意杀人罪判处其死刑。[137]

## 2月26日
- 山东省人民政府发布《关于山东五彩龙投资有限公司栖霞市笏山金矿“1·10”重大爆炸事故调查报告的批复鲁政字〔2021〕39号》，就相关责任事故及责任人进行分析与处理[138][139][140]。
- 海关总署动植物检疫司发布《关于暂停进口台湾菠萝的通知》（ 动植函〔2021〕18号），因多次从台湾地区输大陆菠萝中检出大洋臀纹粉蚧、新菠萝灰粉蚧和菝葜黑圆盾蚧（英语：Melanaspis smilacis）等检疫性有害生物。为防范植物疫情风险，依据大陆有关法律法规和标准，决定自2021年3月1日起暂停台湾地区菠萝输入大陆[141]。
- 中共中央政治局召开会议，由中共中央总书记习近平主持会议。讨论中华人民共和国国务院拟提请第十三届全国人民代表大会第四次会议审查的中华人民共和国国民经济和社会发展第十四个五年规划和二〇三五年远景目标纲要草案稿和审议的《政府工作报告》稿，审议《中国共产党普通高等学校基层组织工作条例》[142]。
- 中共中央政治局就完善覆盖全民的社会保障体系进行第二十八次集体学习，中国社会保险学会会长胡晓义就这个问题进行讲解，提出了工作建议[143]。

## 2月27日
- 首届“全国机器人竞技大赛冰雪全明星挑战赛”在北京八达岭滑雪场举行[144]。
- 十三届全国人大常委会第二十六次会议在北京人民大会堂举行第一次全体会议。栗战书委员长主持[145]。
- 中共中央办公厅印发《关于做好“七一勋章”提名和全国“两优一先”推荐工作的通知》，在中国共产党成立100周年之际，以中共中央名义首次颁授“七一勋章”，表彰全国优秀共产党员、全国优秀党务工作者和全国先进基层党组织[146]。
- 第二批中国科兴新冠疫苗运抵墨西哥首都墨西哥城国际机场。中国驻墨西哥大使祝青桥和墨西哥外交部长埃布拉德前往机场迎接[147]。

## 2月28日
- 中国医药集团有限公司中国生物武汉生物制品研究所生产的首批新型冠状病毒灭活疫苗下线发出启运。这既是中国生物第二个获批附条件上市的新冠疫苗，也是中国第三个获批附条件上市的灭活疫苗[148]。
- 十三届全国人大常委会第二十六次会议经表决，决定任命李国英为水利部部长[149]。
- 上赛季中国足球协会超级联赛冠军江苏苏宁俱乐部（现更名为江苏足球俱乐部）宣布停止运营[150]。
- 中国政府援助的首批科兴新冠疫苗运抵菲律宾首都马尼拉维拉莫尔军用机场，这也是菲律宾自疫情暴发以来接收的首批新冠疫苗。菲律宾总统杜特尔特赴机场迎接[151][152]。
- 中共中央總書記習近平接受全國人大常委會、國務院、全國政協、最高人民法院、最高人民檢察院黨組機關負責人的述職[153]。